# Norman Rush
Norman Rush (San Francisco, 24 ottobre 1933) è uno scrittore statunitense, vincitore del National Book Award per la narrativa nel 1991 per Accoppiamenti (Mating).

## Biografia
Norman Rush nasce il 24 ottobre 1933 a San Francisco, in California, da Roger and Leslie (Chesse) Rush e cresce nell'Oakland. Si laurea nel 1956 allo Swarthmore College. Durante la Guerra di Corea è condannato a due anni di carcere per il suo essere obiettore di coscienza, ma è rilasciato dopo nove mesi sulla parola. Dopo aver lavorato per quindici anni come venditore di libri, cambia carriera e diventa insegnante, ottenendo più tempo per la scrittura. Invia un racconto riguardante la sua attività d'insegnamento al New York Times che lo pubblica nel 1978.
Rush insieme a sua moglie Elsa lavorano per l'organizzazione Peace Corps in Botswana dal 1978 al 1983; l'esperienza gli fornirà il materiale per il suo esordio: la raccolta di racconti Bianchi (Whites). Pubblicato nel 1986 giunge finalista al Premio Pulitzer. La sua avventura nella regione africana sarà da sfondo anche ai romanzi Accoppiamenti (Mating) e Mortals: a novel.
Norman vive a Rockland County, New York, con la moglie Elsa.
Il terzo romanzo di Rush, "Subtle Bodies", è stato pubblicato nel settembre 2013.

## Opere
- Bianchi (Whites, 1986), Roma, Elliot, 2010 traduzione di Federica Alba ISBN 978-88-6192-131-3.
- Accoppiamenti (Mating, 1991), Roma, Elliot, 2009 traduzione di Giovanna Scocchera ISBN 978-88-6192-047-7.[4]
- Mortals: a novel (2003)[5]
- Subtle Bodies: a novel (2013)[6]